# 皮特瑞 (阿拉巴马州)
皮特瑞（英文：Petrey），是美国阿拉巴马州下属的一座城市。面积约为0.73平方英里（约合1.9平方公里）。根据2010年美国人口普查，该市有人口58人，人口密度为79.02/平方英里（约合30.53/平方公里）。